# 約翰遜角
74°4′S 165°9′E / 74.067°S 165.150°E
約翰遜角是南極洲的海岬，位於維多利亞地的博克格雷溫克海岸，處於伍德灣北部，是廷克冰川終點的東面，在1841年被英國探險家詹姆斯·克拉克·羅斯發現。